# Божулич, Дарья Владимировна
Дарья Владимировна Божулич (1907—1999) — советская работница сельского хозяйства, садовод, Герой Социалистического Труда.

## Биография
Родилась 11 марта 1907 года в Краснодарском крае в Староминской станице в многодетной семье(3 сестры и один брат). Отец — Перлик Владимир Авмросиевич казак 1-го Ейского полка и его сын расстреляны в 1918 году, мать — Мария Перлик осталась одна с 4 дочерями. Была отдана матерью в семью священника (троюродный дядя). Дарья училась у него грамоте и помогала по хозяйству. В 1933 году священика перевели в приход Сальского района. Дарье исполнилось 18 лет и она пошла работать коммуну — Сеятель, где встретила своего мужа (хорвата) Божулич Марьяна Яковлевича и вышла за него замуж. Затем комуна была переименована в Колхоз Сталина.
Работала звеньевой колхоза имени Сталина (позже — имени XXII партсъезда) Сальского района Ростовской области, выращивала виноград. В 1948 году получила на своем участке по 90,3 центнера винограда на площади 6,6 гектара.
В 1951 году на Всесоюзной сельскохозяйственной выставке (ВСХВ) представила небывалый урожай винограда — 180 центнеров с гектара, учитывая засушливый климат Сальской степи.
Сведения о дальнейшей судьбе Божулич отсутствуют.

## Награды
- Указом Президиума Верховного Совета СССР от 27 июля 1949 года за получение высокого урожая винограда при выполнении колхозом обязательных поставок и контрактации по видам сельскохозяйственной продукции, натуроплаты за работу МТС в 1948 году и обеспеченности семенами всех культур в размере полной потребности для весеннего сева 1949 года Божулич Дарье Владимировне присвоено звание Героя Социалистического Труда с вручением ордена Ленина и золотой медали «Серп и Молот».
- Также награждена медалями.